# Centre de la France
Le centre de la France est le point constituant le centre géographique de la France. À défaut de détermination officielle, il peut correspondre à plusieurs interprétations.

## Anciens centres de la France
Selon les Commentaires sur la Guerre des Gaules de Jules César, le centre de la Gaule est situé sur la frontière du territoire des Carnutes : « À une certaine époque de l'année, [les druides] s'assemblent dans un lieu consacré sur la frontière du pays des Carnutes, qui passe pour le point central de toute la Gaule ». Ce lieu était peut-être situé près de l'actuelle abbaye de Saint-Benoît-sur-Loire dans le Loiret. L'historienne Anne Lombard-Jourdan le situerait au lieu-dit Montjoie dans la plaine du Lendit, entre Paris et Saint-Denis. De nouvelles pistes proposent Jouars (Diodurum) qui reprend cette idée de confins des Carnutes mais en restant bien au sein de ce territoire.
Aux XIVe et XVe siècles, les avis divergent : certains affirment que le centre est Chartres, d'autres, comme Jean de Jandun, qu'il s'agit de Paris. Pour Gilles Le Bouvier, héraut de Charles VII, la Loire coule au milieu du royaume, assimilé à un losange.

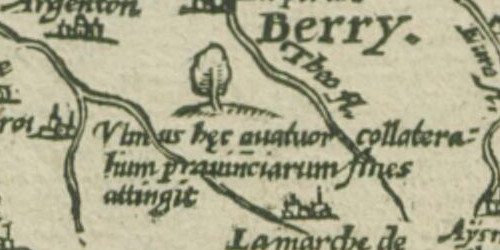
Détail de la carte de France de Jean Jolivet, au XVI

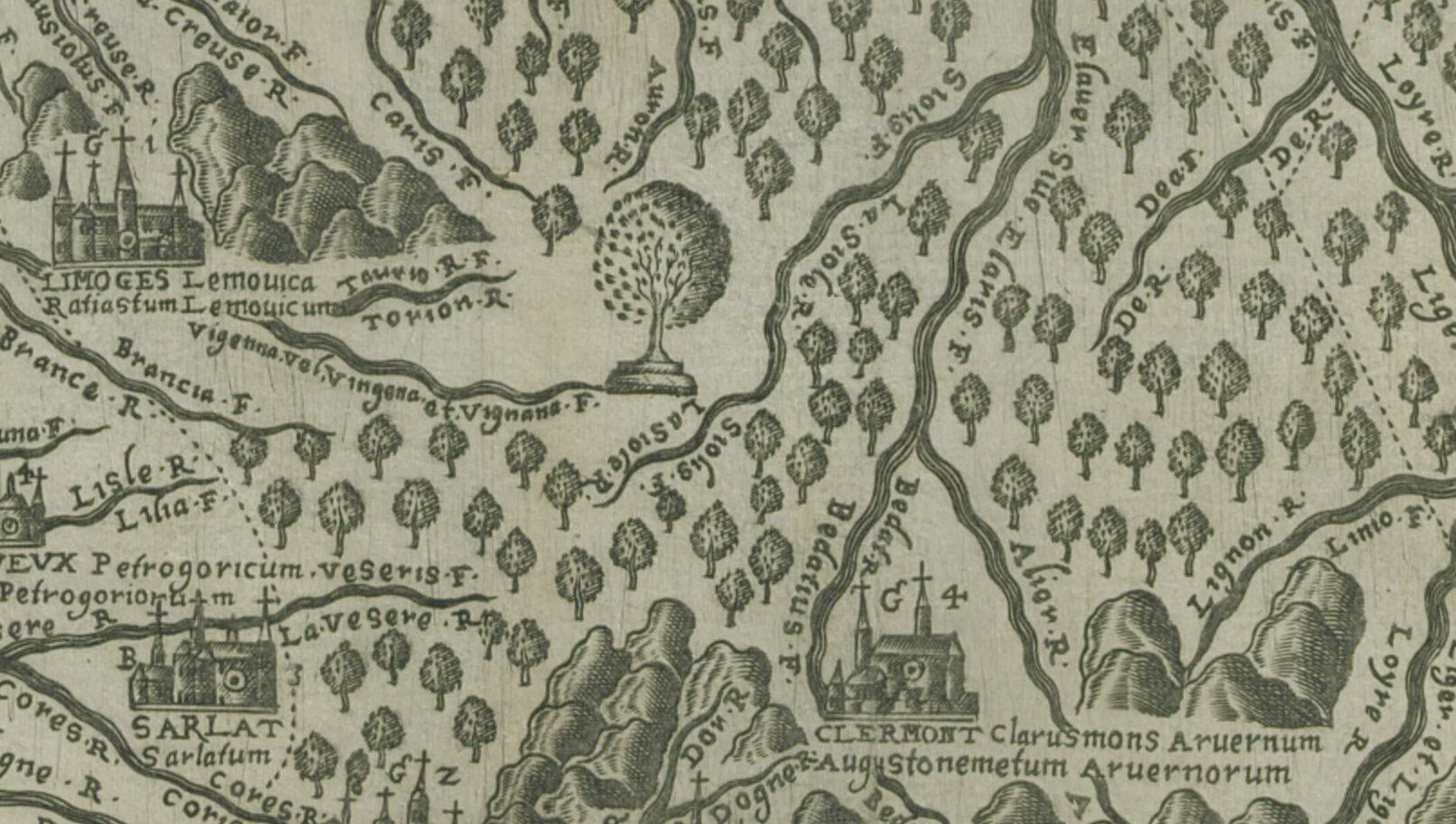
Détail de la Carte ecclésiastique contenant la description des archeveschés et éveschés du royaume de France et principaultés adjacentes appartenants à l'église gallicane, avec l’arbre au centre de la France

Dans la seconde moitié du XVIe siècle et la première moitié du XVIIe siècle, sur certaines cartes de France, un arbre apparaît, un orme, tantôt avec la mention « cet arbre touche les frontières de quatre provinces adjacentes » (latin: « Ulmus haec quatuor collateralium provinciarum fines attignat »), c'est-à-dire l'Auvergne, le Berry, le Bourbonnais et le Limousin, et tantôt comme « arbre au centre de la France ». Charles Estienne dans son Guide des chemins de France de 1552 indique que cet orme se trouve sur la route d'Orléans à Toulouse, entre les étapes « Le Mats sainct Paul » et « Pré Benast abb. ». Graham Robb, en 2022, identifie ces étapes comme le hameau de Saint-Paul à Tercillat (Creuse) et l'abbaye de Prébenoît, et il situe même l'arbre avec précision à côté de la chapelle Saint-Paul. Dans la Topographia Galliæ par Martin Zeiller, éditée en 1656, cet arbre frontière est situé entre un village nommé la Maison Neuve (probablement la Grande Maison Neuve à Issoudun-Létrieix, qui est aussi sur le même itinéraire) et Argenton (Argenton-sur-Creuse).
En 1643, dans L'Ulysse Français, l'abbé Louis Coulon décrit un tilleul commun planté devant le Palais Jacques-Cœur, à Bourges, qui marque le centre de la France.

## Divers centres selon les modes de calcul
Il peut être le centre du plus petit rectangle, cercle ou autre figure géométrique dans lequel entrerait entièrement la France, ou du plus grand cercle entièrement inclus dans le territoire de France continentale. Une autre méthode consiste à fixer un centre pour chaque commune puis à déterminer le barycentre des 36 500 centres ainsi trouvés assortis chacun d'un coefficient selon la superficie communale. On peut y inclure la Corse (France métropolitaine) ou non (Hexagone).

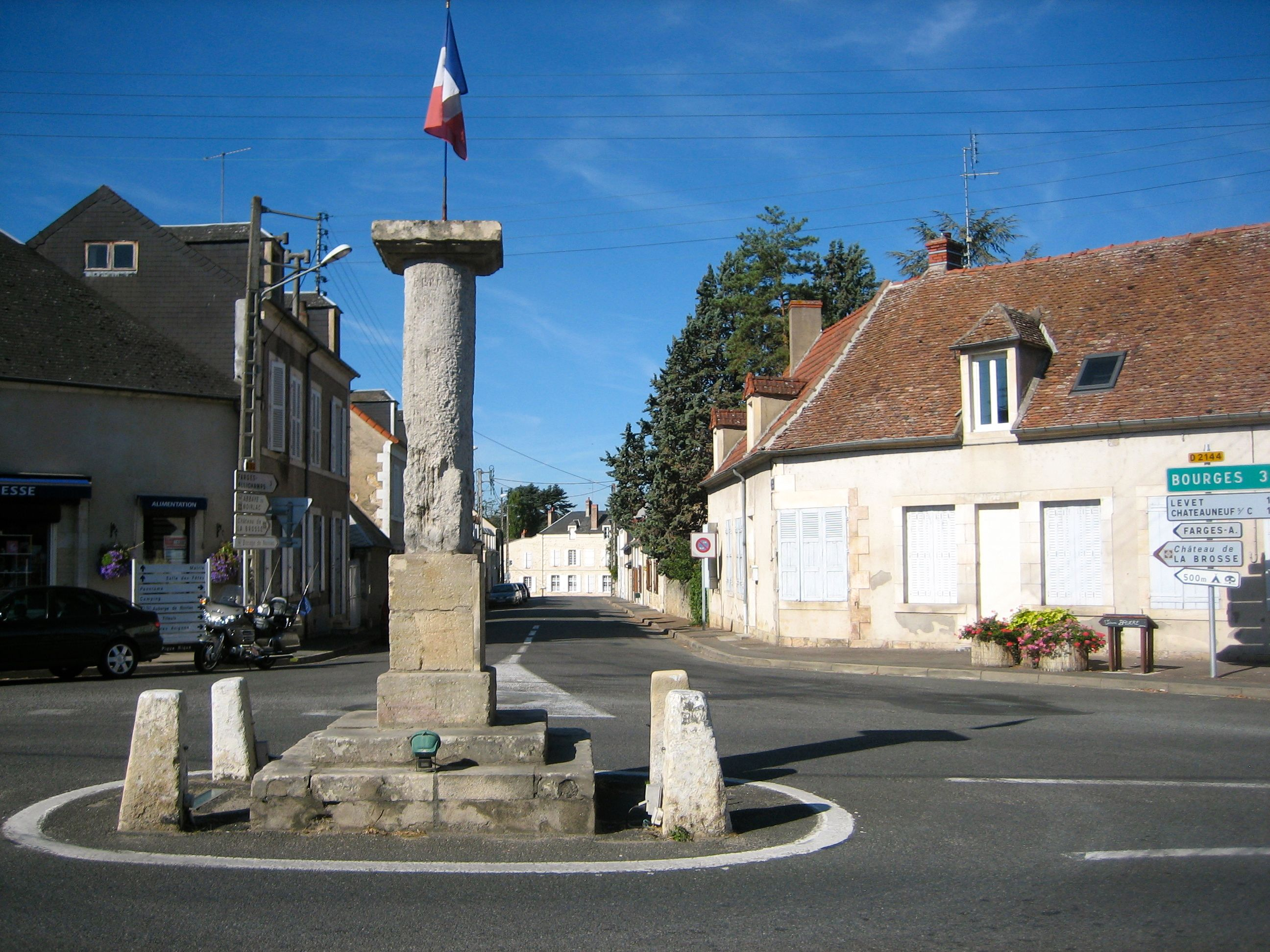
La borne à Bruère-Allichamps.

Contrairement à d'autres pays (comme les États-Unis, cf. centre géographique des États-Unis), il n'existe pas en France de repère officiel indiquant un centre géographique précis. La plus ancienne mention d'un « centre de la France » se trouve à Bruère-Allichamps, où une borne miliaire romaine du IIIe siècle, évidée et transformée en sarcophage, est exhumée en 1757 du cimetière puis plantée au centre de la commune par le duc de Béthune-Charost en 1799. À son sommet flotte un drapeau tricolore et un texte daté de 1950 indique : « La tradition désigne ce monument comme le centre de la France », chose confirmée par le géographe Adolphe Joanne dans son dictionnaire, choix pourtant par la suite contesté.
En 1966, les calculs de Georges Dumont, ingénieur des mines, placent le centre de la France sans tenir compte de la Corse à Vesdun, et, en en tenant compte, à Chazemais qui détient ce « titre » pendant une trentaine d'années.
En 1968, le maire de Saulzais-le-Potier fait installer à la sortie de son village une stèle dans laquelle a été scellée une lettre plastifiée reproduisant la lettre de l'abbé Moreux, qui avait conclu que le centre de la France se trouvait ici. La stèle porte l'inscription : « Ce serait ici que les calculs de l'éminent mathématicien et astronome l'abbé Théophile Moreux auraient déterminé le centre géographique de la France ». 

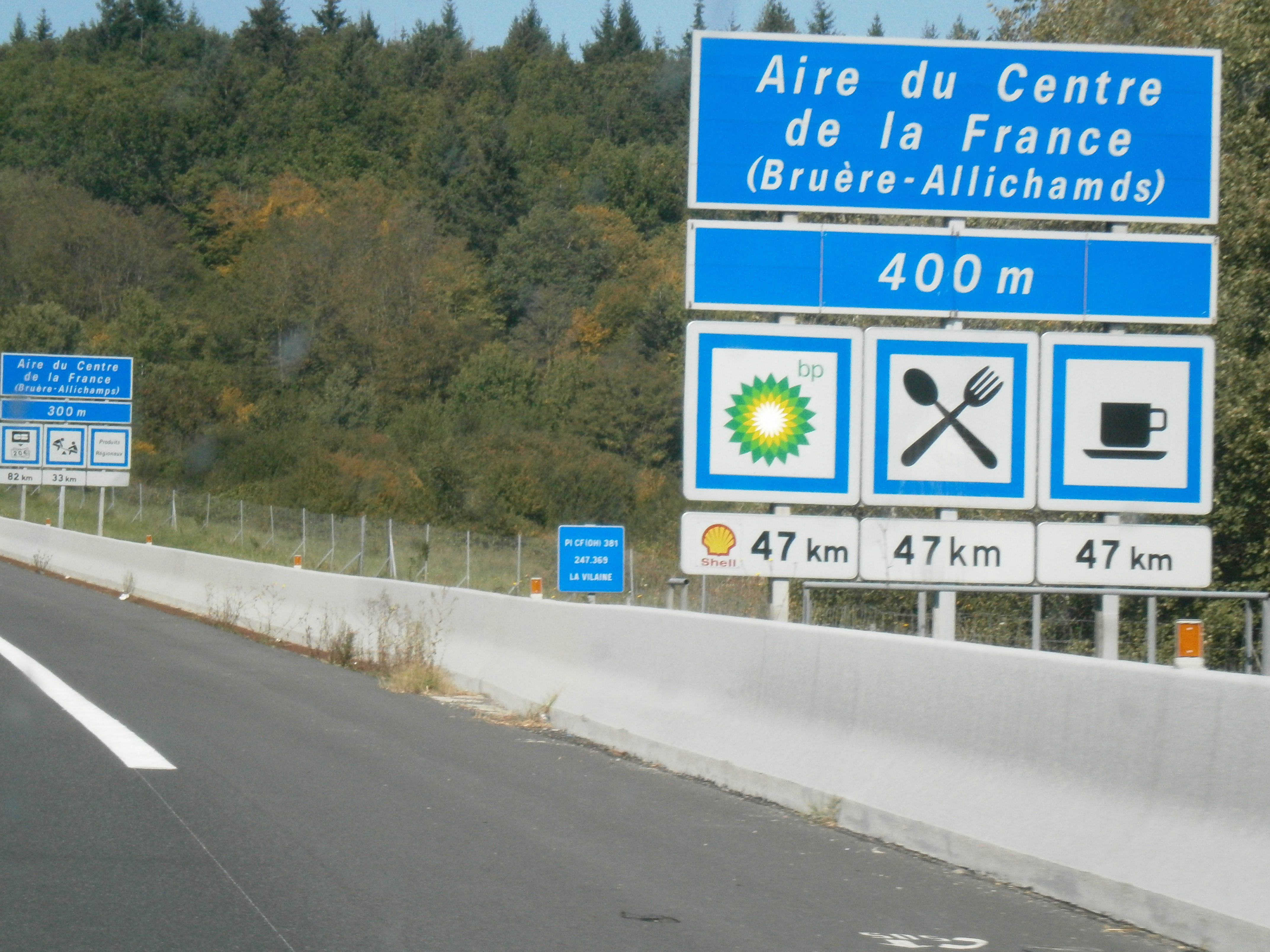
Panneau indiquant l'aire du centre de la France sur l'A71.

En 1993, l'IGN est à nouveau sollicité : contrairement à autrefois, où l'on calculait à partir d'une carte plane, cette étude de l'IGN prend en compte la courbure de la Terre. Si l'on ne compte pas la Corse, il conclut à La Coucière (46° 32′ 23″ N, 2° 25′ 49″ E), un endroit situé dans la ville de Vesdun, il y existe une mosaïque multicolore édifiée en 1985 par le maire Jean-Marie Dumontet, mais rien à l'emplacement exact, car il se situe sur un champ privé. Prenant en compte la Corse, un autre calcul de l'IGN aboutit une douzaine de kilomètres plus loin, à Nassigny, où le maire a fait construire une borne de pierre avec une carte de France en métal, sur le bord d'un champ.
D'autres endroits se prévalent du titre de centre de la France, comme la tour Malakoff (érigée après la guerre de Crimée) à Saint-Amand-Montrond ou une aire de repos sur l'autoroute A71.
La question du centre étant contestée (en prenant en compte différents modes de calculs), plusieurs communes disposent chacune d'un monument commémoratif. Le 1er janvier 1969, une émission de l'ORTF est consacrée à ce sujet, faisant se confronter à l'antenne les avis de différents villageois,.

### Barycentre
En fonction des calculs réalisés et des hypothèses (prise en compte ou non de la Corse ou des petites îles côtières, barycentre des masses émergées tenant compte ou non du volume des montagnes, des surfaces des lacs ou étangs…), plusieurs communes peuvent revendiquer ce titre honorifique :
- dans le Cher :
  - Bruère-Allichamps (46° 45′ 47″ N, 2° 25′ 29″ E, calculé sur la base du méridien de Paris) est historiquement la première, mais sur la base de calculs anciens du géographe Adolphe Joanne (1813-1881), qui ne tenaient pas compte de la Corse. Il s'agit du centre du plus petit quadrilatère dans lequel tient la France continentale ;
  - Farges-Allichamps (46° 45′ 34″ N, 2° 24′ 04″ E, l'aire de repos Centre de la France de l'autoroute A71 se situant en 46° 45′ 07″ N, 2° 25′ 00″ E) ;
  - Saint-Amand-Montrond (46° 43′ 17″ N, 2° 30′ 37″ E), centre du rectangle formé par les parallèles 42°20'00N et 51°05'27N et les méridiens 4°47'47O et 8°01'47E (sommets de ce rectangle : 42° 20′ 00″ N, 4° 47′ 47″ O, 51° 05′ 27″ N, 4° 47′ 47″ O, 51° 05′ 27″ N, 8° 01′ 47″ E, 42° 20′ 00″ N, 8° 01′ 47″ E) qui correspondent respectivement aux points les plus au sud, nord, ouest et est de la France continentale. En raison de l'allongement créé par la péninsule bretonne, ce point est légèrement plus à l'ouest que les autres ;
  - Saulzais-le-Potier (46° 36′ 21″ N, 2° 29′ 54″ E, sur la base de l'emplacement du monument installé à cet endroit), selon le calcul de l'abbé Moreux[14] ;
  - Vesdun (46° 32′ 23″ N, 2° 25′ 49″ E), barycentre des centres de l'ensemble des communes françaises continentales (donc sans celles de la Corse), associés d'un coefficient égal à la superficie de la commune ;
- dans l'Allier :
  - Chazemais (46° 29′ 01″ N, 2° 31′ 35″ E), barycentre des centres de l'ensemble des communes françaises métropolitaines, associés d'un coefficient égal à la superficie de la commune ;
  - Huriel (46° 22′ 26″ N, 2° 28′ 39″ E)[13], citée au titre de chef-lieu du canton où figurent Chazemais et Nassigny, et dont la commune de Vesdun est limitrophe[15] ;
  - Nassigny (46° 29′ 38″ N, 2° 36′ 10″ E), selon un calcul prenant en compte la Corse[9].

### Centre du cercle minimum
Le centre de la France peut aussi être défini comme le centre du plus petit cercle incluant tout le territoire de France continentale. Ce cercle minimum est unique et a un centre unique. Son rayon est d'environ 543,7 km. Il passe par 3 extrémités :
- au nord ouest près de Trémazan (commune de Landunvez, Finistère : 48° 33′ 24″ N, 4° 43′ 53″ O)
- au nord est forêt domaniale de Lauterbourg (Bas-Rhin, 48° 58′ 00″ N, 8° 13′ 57″ E)
- au sud est près de Menton (Alpes-Maritimes) (43° 47′ 04″ N, 7° 31′ 48″ E)

Son centre se situe sur la commune de Tranzault (Indre) à (46° 36′ 22″ N, 1° 52′ 31″ E). Ce point est l'endroit de France continentale le plus proche des points de la frontière les plus éloignés, situés à 543,7 km. Autrement dit, c'est le seul point nécessitant au plus 543,7 km à vol d'oiseau  pour s'y rendre en partant de France continentale.

### Centre du plus grand cercle inclus
Quant au plus grand cercle entièrement inclus dans le territoire de France continentale, le plus grand cercle vide, son rayon est d'environ 291,3 km. Il passe par 3 points rentrants :
- au nord ouest près de Benerville-sur-Mer (Calvados, 49° 20′ 51″ N, 0° 02′ 41″ E)
- au sud ouest, l'embouchure de la Sèvre Niortaise près de Charron (Charente-Maritime) (46° 18′ 17″ N, 1° 07′ 54″ O)
- à l'est à Chapelle-des-Bois (Doubs, 46° 34′ 35″ N, 6° 06′ 38″ E)

Son centre, sorte de pôle d'inaccessibilité, se situe à Saint-Palais (Cher), à (47° 15′ 39″ N, 2° 25′ 08″ E). Ce point est l'endroit de France continentale le plus éloigné des points de la frontière les plus proches, situés à 291,3 km .